# 랑세스
랑세스(Lanxess)는 독일에 본사를 둔 특수화학그룹이다. 랑세스는 2004년에 바이엘이 자사의 화학약품 사업부와 폴리머 사업의 일부를 분사하면서 설립되었다. 매출액 기준으로 랑세스는 독일 내 4위의 화학 그룹이며, 핵심사업으로는 특수, 기초 및 정밀 화학약품, 고무 및 플라스틱 등이 있다.

## 연혁
랑세스의 뿌리는 바이엘(Friedrich Bayer & Co.)이 합성염료 생산업체로 최초 설립된 1863년으로 기원을 거슬러 올라간다. 바이엘은 2004년에 의료 및 영양 사업에 집중하기 위해 자사의 화학약품 사업부와 폴리머 사업의 3분의 1을 분사하여 별도 법인인 랑세스를 설립하였다. 랑세스는 2005년 1월 31일 부로 프랑크푸르트 주식거래소에 상장되었으며, 바이엘 1주당 랑세스 1주의 비율로 바이엘 주주들에게 주식이 발행되었다.

## 사명
앞으로 전진한다는 뜻의 프랑스어 “lancer”와 영어 단어 “success”를 조합하여 성공적으로 전진하다라는 뜻으로 만들어진 랑세스 (Lanxess)라는 사명이 탄생하였다.

## 매각활동
설립 이후 랑세스는 몇 차례에 걸쳐 구조조정을 실시하였으며, 초기에는 매각의 주로 형태로 이루어졌다. 우선 정밀화학사업부를 랑세스의 독립 자회사인 살티고(Saltigo) GmbH로 이전하였고, 이후 돌라스탄 (Dorlastan) 합성섬유 사업부를 아사히 카세이(Asahi Kasei) 섬유에 매각하였다. 독일 쾨르텐(Kürten)에 위치한 가공안료 및 특수코팅 제조업체인 iSL-Chemie 역시 Berlac 사에 2천만 유로에 매각하였다. 또한 제지 사업은 핀란드 제지 그룹인 케미라 (Kemira)에 8천8백만 유로에 매각하였다.
2006년에는 에게리아 (Egeria) 캐피탈에 북미지역 자산을 제외한 섬유처리화학제품 사업부를 5천4백만 유로에 매각하였다. 북미지역 섬유처리화학제품 관련 자산은 스타켐(StarChem)에 매각되었다.
2007년에는 기술서비스 그룹부문의 조직이 재정비되어 단독투자 자회사인 알리세카(Aliseca) GmbH로 독립하였다. 그리고 코팅, 에멀션 페인트, 잉크 류를 생산하는 랑세스의 자회사 보셔스(Borchers) GmbH는 미국의 OM 그룹에 매각되었다. 같은 해 6월에는 자회사 Lustran을 영국 화학기업인 이네오스(Ineos) 그룹과 합작투자한 벤처로 이전하였다.

## 인수
2006년 말 랑세스는 합작투자 파트너인 다우 케미컬(Dow Chemical)로부터 CISA (Chrome International South Africa)의 잔여지분 50%를 인수하였다. 2007년 12월에는 브라질 합성고무 제조업체인 페트로플렉스(Petroflex) 인수를 발표하였고, 2009년 12월 페트로플렉스는 Lanxess Elastomeros do Brasil로 사명을 변경하였다.
랑세스는 2008년 6월에 중국 합작사업 파트너인 Jinzhou Chemicals로부터 산화철 안료 생산설비 두 곳을 인수하여 아시아 지역 무기안료 사업을 확장하였다. 2009년 3월에는 모스크바에 판매 자회사를 설립하여 러시아 및 CIS 국가의 사업 운영을 시작하였다. 2009년 6월에는 인도의 과일리어 화학산업(Gwalior Chemical Industries Ltd)의 제조부문을 82.4백만 유로에 인수하였고, 중국의 쟝수 폴리올(Jiangsu Polyols) 화학의 생산설비 및 사업 또한 인수를 완료하였다.

## 제품군
랑세스는 세 개의 제품군별 사업부분 산하에 13개 사업부를 운영하고 있다.

## 사업부분
고성능 폴리머 사업부분에는 부틸고무, 기능성 부타디엔 고무, 플라스틱, 기능성 고무 제품을 생산하는 사업부가 포함된다. 랑세스는 세계적인 합성고무 제조업체 가운데 하나이며, 동 사업부에서 생산하는 제품은 자동차 타이어, 벨트, 호스, 신발 밑창 및 기타 다양한 상품에 사용된다.
고품질 중간체 사업부분에는 기초화학과 정밀화학(Saltigo) 사업부가 있으며, 제품군에는 방향족 화합물, 벤질, 아민, 하이드라진 수화물 및 농업, 안료, 자동차 부품, 건축자재 및 기타 산업분야에 사용되는 화합물 등이 포함된다.
기능성 화학제품 사업부분에는 기능성 화학, 무기안료, 이온교환수지, 피혁약품, 바이오사이드(Material Protection) 제품 및 고무 약품 사업부가 있다. 자회사인 라인케미 (Rhein Chemie)도 본 사업부분에 속하며 고무, 윤활제 및 플라스틱 산업에 적합한 화합물을 맞춤 생산한다.